# Тамбулов, Николай Фёдорович
Николай Фёдорович Тамбулов (1938—2007) — конструктор ракетно-космической техники, лауреат Ленинской премии (1989) и Государственной премии СССР (1978).

## Биография
Родился 10.05.1938 в Сухуми.
Окончил Уральский государственный университет (1960).
Работал в СКБ-385 (будущее КБ им. акад. В. П. Макеева, Миасс):
- инженер,
- начальник группы (1963),
- начальник сектора (1968),
- начальник головного расчетно-теоретического отдела (1973),
- зам. ген. конструктора по системным исследованиями проектированию (1980),
- главный специалист центра по системным исследованиям и проектированию объектов ракетно-космической техники (1998).

Участник разработки 2-го и 3-го поколений стратегических морских комплексов с ракетами Р-27, Р-27У, Р-27К, Р-29, Р-29Р, Р-39, Р-29РМ.
Под его руководством разработана методология выбора проектных параметров ракетных комплексов и стартовых систем, обеспечивающих надежный подводный старт и безопасность подводной лодки при пуске.
Автор 14 внедрённых в производство изобретений.
Лауреат Ленинской премии (1989), Государственной премии СССР (1978), премии имени В. П. Макеева (1994). Награжден орденами Трудового Красного Знамени (1974), «Знак Почёта» (1968), медалями.
Умер 22.11.2007 в Миассе.
Мемориальная доска Н.Ф. Тамбулову установлена на жилом доме в Миассе по адресу проспект Макеева, 11, где проживал конструктор.